# Jaime Sanjust
Jaime Sanjust fue un militar y administrador colonial español de origen catalán. Fue designado gobernador del Paraguay por medio de la Real Cédula del Buen Retiro del 31 de julio de 1748. Al momento de su designación contaba con el rango de coronel al servicio de la corona española. Tomó posesión del cargo con su llegada a Asunción el 10 de noviembre de 1749.
Mandó una exitosa expedición al Chaco, en conjunto con los gobernadores de Tucumán y Buenos Aires e intentó llegar a la paz con los indígenas de esa zona. También envió otra expedición contra los portugueses que se habían adentrado hacia Ygatimí. En 1751, otra campaña militar contra los payaguaes terminó en victoria, lo que permitió asegurar la paz por cinco años; pero no pudo impedir las incursiones de los indígenas mbayás que atacaron Curuguaty.[cita requerida]
Durante su gobierno dio impulso al cultivo de tabaco negro con ayuda de colonos portugueses del Brasil, y rápidamente se convirtió en una importante fuente de ingreso económico dentro del Paraguay. Además fundó los pueblos de Belén y San Estanislao con el sacerdote jesuita Francisco Sánchez Labrador y Hernández. También durante este gobierno se desarrolló la guerra guaranítica, como resultado de la firma del Tratado de Madrid entre España y Portugal en 1750.[cita requerida]
Por autorización real, el gobernador de Buenos Aires Pedro de Cevallos, designó al capitán José Martínez Fontes para sucederlo mientras que Sanjust debía tomar posesión del gobierno de Potosí. Con la llegada de Fontes concluyó sus gestiones el 2 de abril de 1761.